# Žan Vipotnik
Žan Vipotnik (Celje, 18 marzo 2002) è un calciatore sloveno, attaccante dello Swansea City e della nazionale slovena.

## Carriera

### Club
Cresciuto nel settore giovanile del Maribor, debutta in prima squadra l'8 luglio 2021, in occasione dell'incontro dei turni preliminari di Conference League vinto per 1-0 contro l'Urartu. Nella stagione 2022-2023 si laurea capocannoniere del torneo con 20 reti in 30 partite.
Il 5 luglio 2023 si trasferisce al Bordeaux, militante in Ligue 2. Dopo una stagione trascorsa in Francia, nell'estate successiva sigla un contratto quadriennale con lo Swansea City.

### Nazionale
Ha rappresentato le nazionali giovanili slovene.
Il 23 marzo 2023, ha esordito con la nazionale maggiore slovena, rilevando Žan Celar al 70º minuto dell'incontro con il Kazakistan, valido per le qualificazioni al campionato europeo di calcio 2024: nella stessa occasione, otto minuti dopo il suo ingresso in campo, sigla il gol della vittoria finale per 1-2, su assist di Petar Stojanović.

## Statistiche

### Presenze e reti nei club
Statistiche aggiornate al 5 ottobre 2024.
| Stagione        | Squadra         | Campionato      | Campionato | Campionato | Coppe nazionali | Coppe nazionali | Coppe nazionali | Coppe continentali | Coppe continentali | Coppe continentali | Altre coppe | Altre coppe | Altre coppe | Totale | Totale |
| Stagione        | Squadra         | Comp            | Pres       | Reti       | Comp            | Pres            | Reti            | Comp               | Pres               | Reti               | Comp        | Pres        | Reti        | Pres   | Reti   |
| --------------- | --------------- | --------------- | ---------- | ---------- | --------------- | --------------- | --------------- | ------------------ | ------------------ | ------------------ | ----------- | ----------- | ----------- | ------ | ------ |
| gen.-giu. 2021  | Gorica          | 1.SNL           | 17         | 1          | CS              | -               | -               |                    | -                  | -                  |             | -           | -           | 17     | 1      |
| 2021-feb. 2022  | Maribor         | 1.SNL           | 9          | 0          | CS              | 0               | 0               | UECL               | 3                  | 0                  |             | -           | -           | 12     | 0      |
| feb.-giu. 2022  | Triglav         | 2.SNL           | 12+2       | 9+1        | CS              | -               | -               |                    | -                  | -                  |             | -           | -           | 14     | 10     |
| 2022-2023       | Maribor         | 1.SNL           | 30         | 20         | CS              | 4               | 3               | UCL+UEL+UECL       | 2+1                | 0                  |             | -           | -           | 38     | 23     |
| Totale Maribor  | Totale Maribor  | Totale Maribor  | 39         | 20         |                 | 4               | 3               |                    | 7                  | 0                  |             | -           | -           | 50     | 23     |
| 2023-2024       | Bordeaux        | L2              | 37         | 10         | CF              | 3               | 0               |                    | -                  | -                  |             | -           | -           | 40     | 10     |
| 2024-2025       | Swansea City    | FLC             | 8          | 1          | FACup+CdL       | 2               | 0               |                    | -                  | -                  |             | -           | -           | 10     | 1      |
| Totale carriera | Totale carriera | Totale carriera | 115        | 42         |                 | 9               | 3               |                    | 7                  | 0                  |             | -           | -           | 131    | 45     |

### Cronologia presenze e reti in nazionale
| Cronologia completa delle presenze e delle reti in nazionale ― Slovenia | Cronologia completa delle presenze e delle reti in nazionale ― Slovenia | Cronologia completa delle presenze e delle reti in nazionale ― Slovenia | Cronologia completa delle presenze e delle reti in nazionale ― Slovenia | Cronologia completa delle presenze e delle reti in nazionale ― Slovenia | Cronologia completa delle presenze e delle reti in nazionale ― Slovenia | Cronologia completa delle presenze e delle reti in nazionale ― Slovenia | Cronologia completa delle presenze e delle reti in nazionale ― Slovenia |
| Data                                                                    | Città                                                                   | In casa                                                                 | Risultato                                                               | Ospiti                                                                  | Competizione                                                            | Reti                                                                    | Note                                                                    |
| ----------------------------------------------------------------------- | ----------------------------------------------------------------------- | ----------------------------------------------------------------------- | ----------------------------------------------------------------------- | ----------------------------------------------------------------------- | ----------------------------------------------------------------------- | ----------------------------------------------------------------------- | ----------------------------------------------------------------------- |
| 23-3-2023                                                               | Astana                                                                  | Kazakistan                                                              | 1 – 2                                                                   | Slovenia                                                                | Qual. Euro 2024                                                         | 1                                                                       | 70’                                                                     |
| 26-3-2023                                                               | Lubiana                                                                 | Slovenia                                                                | 2 – 0                                                                   | San Marino                                                              | Qual. Euro 2024                                                         | -                                                                       | 58’                                                                     |
| 16-6-2023                                                               | Helsinki                                                                | Finlandia                                                               | 2 – 0                                                                   | Slovenia                                                                | Qual. Euro 2024                                                         | -                                                                       | 65’                                                                     |
| 19-6-2023                                                               | Lubiana                                                                 | Slovenia                                                                | 1 – 1                                                                   | Danimarca                                                               | Qual. Euro 2024                                                         | -                                                                       | 81’                                                                     |
| 7-9-2023                                                                | Lubiana                                                                 | Slovenia                                                                | 4 – 2                                                                   | Irlanda del Nord                                                        | Qual. Euro 2024                                                         | -                                                                       | 85’                                                                     |
| 10-9-2023                                                               | Serravalle                                                              | San Marino                                                              | 0 – 4                                                                   | Slovenia                                                                | Qual. Euro 2024                                                         | 1                                                                       | 65’                                                                     |
| 14-10-2023                                                              | Lubiana                                                                 | Slovenia                                                                | 3 – 0                                                                   | Finlandia                                                               | Qual. Euro 2024                                                         | -                                                                       | 60’                                                                     |
| 17-11-2023                                                              | Copenaghen                                                              | Danimarca                                                               | 2 – 1                                                                   | Slovenia                                                                | Qual. Euro 2024                                                         | -                                                                       |                                                                         |
| 4-6-2024                                                                | Lubiana                                                                 | Slovenia                                                                | 2 – 1                                                                   | Armenia                                                                 | Amichevole                                                              | -                                                                       | 59’                                                                     |
| 20-6-2024                                                               | Monaco di Baviera                                                       | Slovenia                                                                | 1 – 1                                                                   | Serbia                                                                  | Euro 2024 - 1º turno                                                    | -                                                                       | 76’ 90+4’                                                               |
| 9-9-2024                                                                | Lubiana                                                                 | Slovenia                                                                | 3 – 0                                                                   | Kazakistan                                                              | UEFA Nations League 2024-2025 - 1º turno                                | -                                                                       | 65’                                                                     |
| 10-10-2024                                                              | Oslo                                                                    | Norvegia                                                                | 3 – 0                                                                   | Slovenia                                                                | UEFA Nations League 2024-2025 - 1º turno                                | -                                                                       | 57’                                                                     |
| 13-10-2024                                                              | Almaty                                                                  | Kazakistan                                                              | 0 – 1                                                                   | Slovenia                                                                | UEFA Nations League 2024-2025 - 1º turno                                | -                                                                       | 71’                                                                     |
| 14-11-2024                                                              | Lubiana                                                                 | Slovenia                                                                | 1 – 4                                                                   | Norvegia                                                                | UEFA Nations League 2024-2025 - 1º turno                                | -                                                                       | 72’                                                                     |
| 17-11-2024                                                              | Vienna                                                                  | Austria                                                                 | 1 – 1                                                                   | Slovenia                                                                | UEFA Nations League 2024-2025 - 1º turno                                | -                                                                       | 90+1’                                                                   |
| 20-3-2025                                                               | Bratislava                                                              | Slovacchia                                                              | 0 – 0                                                                   | Slovenia                                                                | UEFA Nations League 2024-2025 - Play-off                                | -                                                                       | 31’                                                                     |
| 23-3-2025                                                               | Lubiana                                                                 | Slovenia                                                                | 1 – 0 dts                                                               | Slovacchia                                                              | UEFA Nations League 2024-2025 - Play-off                                | -                                                                       | 84’                                                                     |
| Totale                                                                  |                                                                         | Presenze                                                                | 17                                                                      |                                                                         | Reti                                                                    | 2                                                                       |                                                                         |